# 非核神戸方式
非核神戸方式（ひかくこうべほうしき）とは、核兵器の港への持ち込みに対する地方公共団体の対応方針のこと。非核三原則の自治体版とも表現される。神戸市は神戸港に寄港する外国軍の艦船に核兵器を搭載していないことを証明する「非核証明書」の提出を義務付けている。

## 概要
1975年（昭和50年）3月18日に神戸市の議会である「神戸市会」が「核兵器積載艦艇の神戸港入港拒否に関する決議」を可決して以降行われている。採択から2025年（令和7年）までに8カ国の軍隊（核保有国としてはフランス軍とインド軍、非核保有国としてはカナダ軍とオーストラリア軍とチリ軍とイタリア軍とスウェーデン軍とインドネシア軍）21隻の軍艦船が非核証明書を提出した上で神戸港に入港している。アメリカ軍は後述の2025年（令和7年）まで50年間にわたって、神戸港へ入港したことがなかった。
1975年の議会決議以降に神戸市が非核証明書を提出せずに軍艦の寄港を受け入れたのは、1998年5月の非核保有国のカナダ軍の補給艦と2025年3月の核保有国のアメリカ軍の掃海艦の2例がある。1998年5月のカナダ軍の補給艦の場合は「カナダが非核国である事実を証明書代わりとする」「入港は認めるが岸壁への接岸許可は出さずに自衛隊基地に停泊させる」として決着し、2025年3月のアメリカ軍の掃海艦の場合は日米両政府の「核兵器を搭載していない」との見解を受けたことで神戸市が「議会決議を尊重した立ち場で必要な手続きを進め、核兵器を搭載していないと確認できた」との認識を強調する形となった。
運用面において神戸港に寄港する外国軍の艦船に書類提出を義務付けているのは港湾法と神戸市港湾施設条例の規定に基づいているが、非核証明書提出などの非核神戸方式自体は市議会決議に留まり、条例で明記されたものではない。また、2004年に成立した有事法制の1つである特定公共施設等利用法では有事に国の要請を受け入れない場合は国が代執行できる仕組みが導入されており、有事限定ながら地方自治体である神戸市が非核神戸方式を運用できない可能性がある。
非核神戸方式の運用も行政指導として機能しているのみで、文書に従い行政職員などが立ち入り調査をする権限はない。また、非核証明書は法的拘束力を有していないというのが神戸市港湾局の認識である。
神戸港の他にも函館港、高知港、鹿児島港などで条例化を目指して検討されている。

## 経緯
第二次世界大戦での日本の敗戦のあと、神戸港は連合国軍の占領下に置かれたが、1951年（昭和26年）には解除されている。しかし、新港第6突堤は朝鮮戦争やベトナム戦争におけるアメリカ軍専用の修理補給基地として接収されたままになっていた。
ベトナム戦争のクリスマス休戦期間には、三宮や元町の繁華街にアメリカ軍兵士が溢れて一般市民とのトラブルを絶えず起こしていた。やがて、「米兵のいない静かなクリスマスを」といったスローガンを掲げたクリスマス闘争と呼ばれる市民運動や、新港第6突堤返還を求める港湾労働者の運動が頻発するようになる。
戦争の終結後、アメリカ軍がベトナムから撤収した翌年の1974年（昭和49年）には神戸港からも完全撤収するに至る。1962年から1974年にわたって米軍艦はのべ112回にわたって神戸港を利用していた。
そして、翌1975年（昭和50年）に神戸市会では、港の平和利用を担保する事を非核三原則に則り、「核兵器積載艦艇の神戸港入港拒否に関する決議」を全会派一致で採択し、入港する外国軍の艦船に「非核証明書」の提出を義務付けた。この政策を導入した当時の市長・宮崎辰雄は、イデオロギーと関係なく実務的におこなった、非核三原則の存在を前提にそれを現実化する手続を作っただけと述べているが、その一方で証明書を出さない艦船は入港を拒否するし、それでも入港するなら信義の問題として抗議すると述べたことも指摘されている。

## 弊害
1995年に発生した阪神・淡路大震災の際、米軍艦艇を神戸港に派遣して救援活動を行う案がアメリカから打診されていたが、神戸市は非核神戸方式を理由に難色を示し、実現に至らなかった。